# Blood & Glitter
A Blood & Glitter (magyarul: Vér és csillám) a német Lord of the Lost együttes dala, mellyel Németországot képviselték a 2023-as Eurovíziós Dalfesztiválon Liverpoolban. A dal 2023. március 3-án, a német nemzeti döntőben, az Unser Lied für Liverpoolban megszerzett győzelemmel érdemelte ki a dalversenyen való indulás jogát.

## Eurovíziós Dalfesztivál
2023. január 27-én az NDR bejelentette, hogy az együttes is résztvevője az Unser Lied für Liverpool német eurovíziós nemzeti válogatónak. A dal március 3-án megnyerte a nemzeti döntőt, ahol a nemzetközi zsűri, valamint a nézői szavazatok együttese alakította ki a végeredményt. A nemzetközi zsűri szavazatai alapján az ötödik, míg a nézői szavazáson az első helyezést érték el, ezzel 189 pontot összegyűjtve az első helyen végeztek és megnyerték a versenyt, így az alábbi dallal képviselik Németországot az Eurovíziós Dalfesztiválon.
Mivel Németország tagja az automatikusan döntős „Öt Nagy” országának, ezért a dal az Eurovíziós Dalfesztiválon először a május 13-án rendezett döntőben versenyzett, de előtte az első elődöntő zsűris főpróbáján adták elő. A döntőben fellépési sorrendben huszonegyedikként léptek fel, a Norvégiát képviselő Alessandra Queen of Kings című dala után és a Litvániát képviselő Monika Linkytė Stay című dala előtt. A zsűri szavazáson utolsók, azaz huszonhatodik helyen végeztek 3 ponttal, míg a nézői szavazáson a huszonnegyedik helyen végeztek 15 ponttal, így összesítésben 18 ponttal a verseny utolsó helyezettjei lettek. Ez volt Németország kilencedik – sorozatban második – utolsó helyezése.
A következő német induló Isaak Always on the Run című dala volt a 2024-es Eurovíziós Dalfesztiválon.

### Kapott pontok
Döntő
| Zsűri | 3  |  |  |  |  |  |  |  |  |  |   |  |   |  |  |  |  |  |  |  | 2 |  |  |  |   |  |  |  |  |  |  | 1 |  |  |  |  |  |  |
| Nézők | 15 |  |  |  |  |  |  |  |  |  | 6 |  | 5 |  |  |  |  |  |  |  |   |  |  |  | 4 |  |  |  |  |  |  |   |  |  |  |  |  |  |

## Dalszöveg
| Blood and glitter Sweet and bitter We’re so happy we could die – A dal refrénje | Vér és csillám Édes és keserű Nagyon boldogok vagyunk, hogy meghalhatunk – A dal refrénje magyarul |

## Galéria

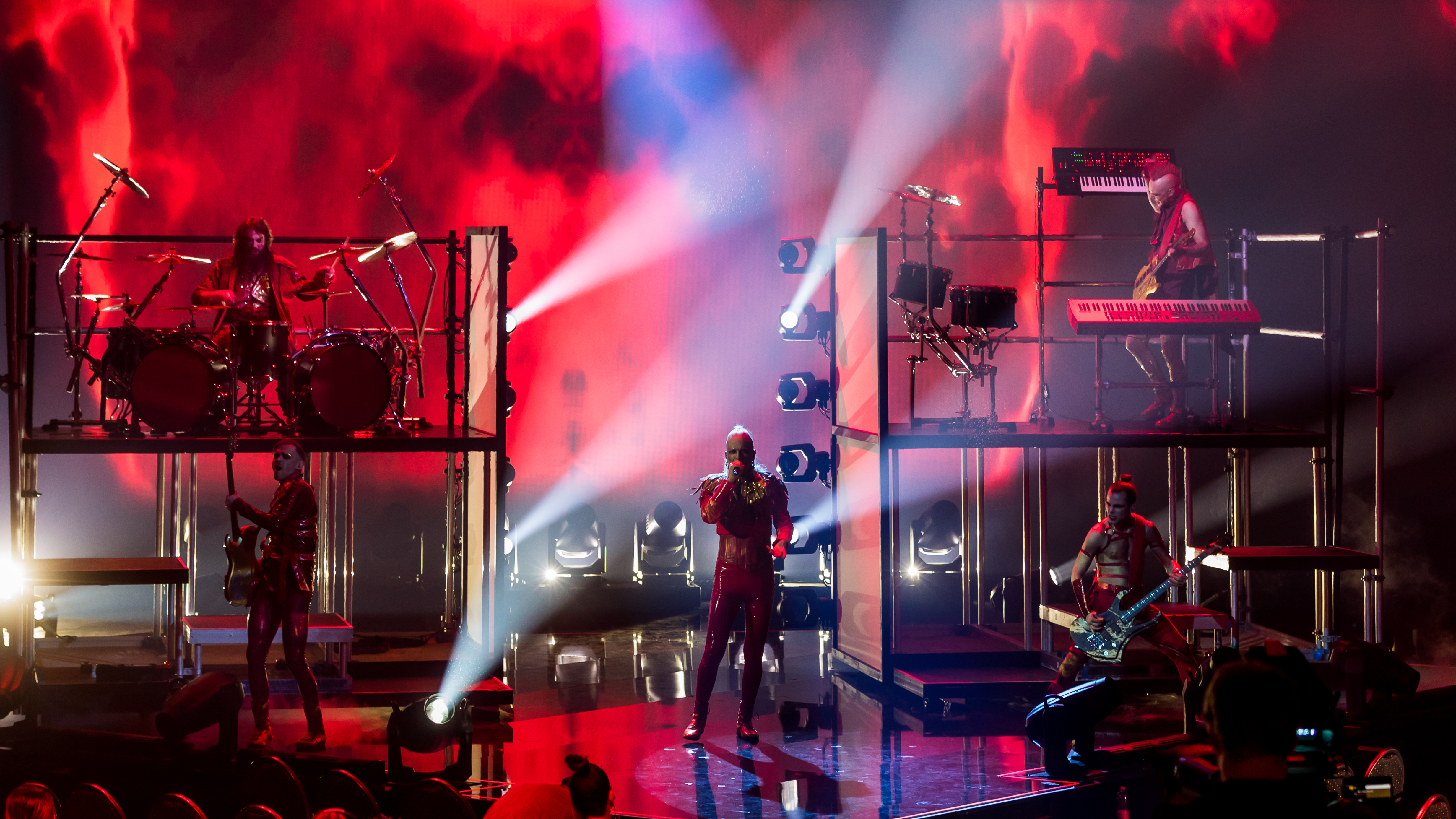
A német döntőben
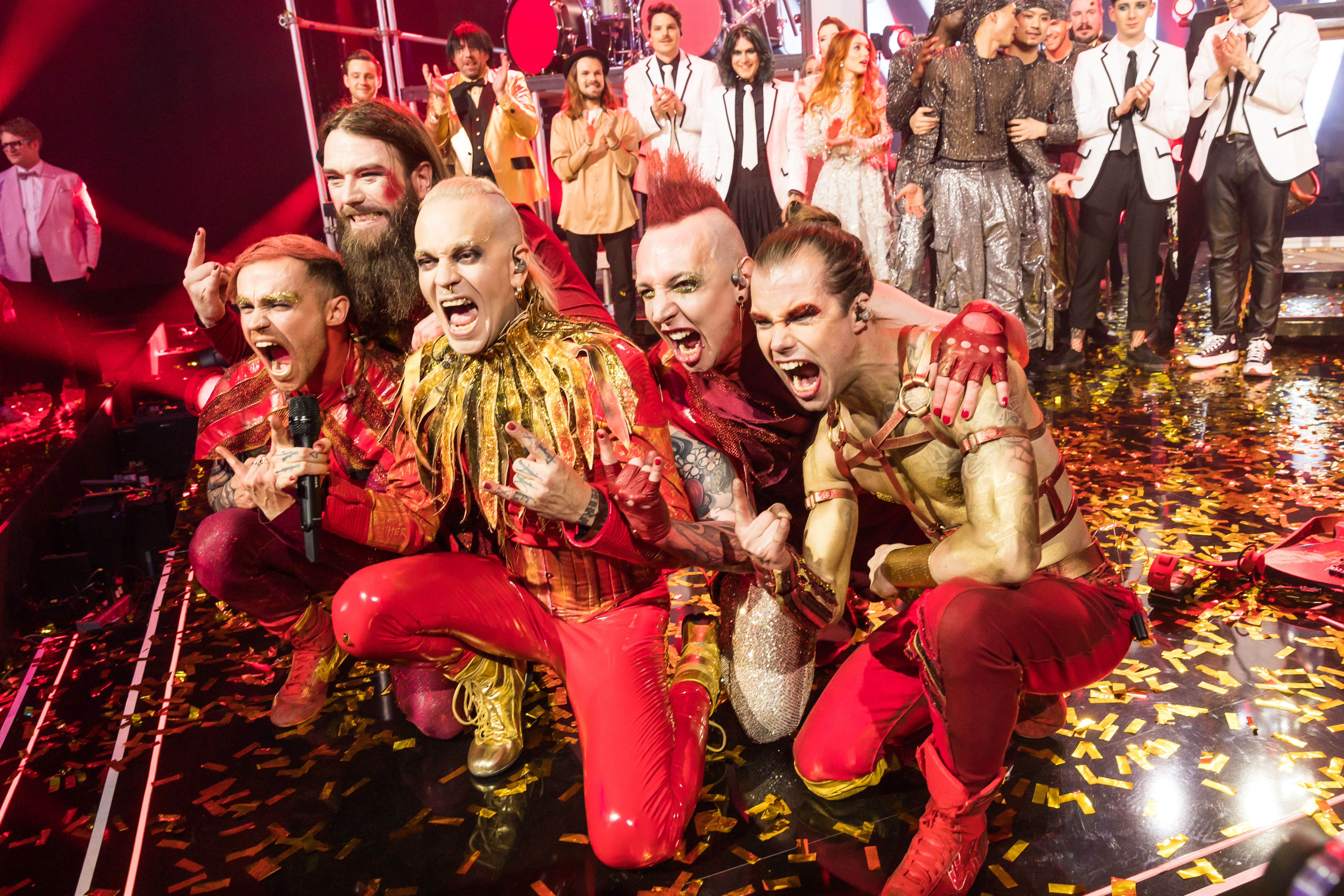
A német döntő után
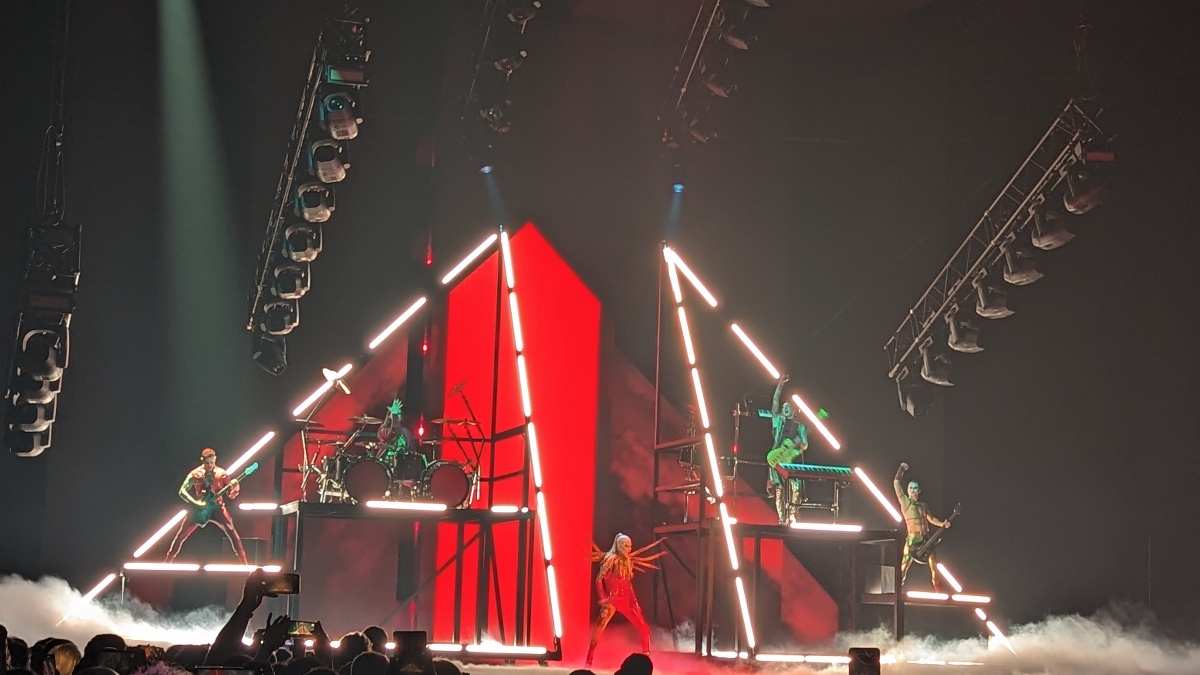
Az első elődöntő főpróbáján
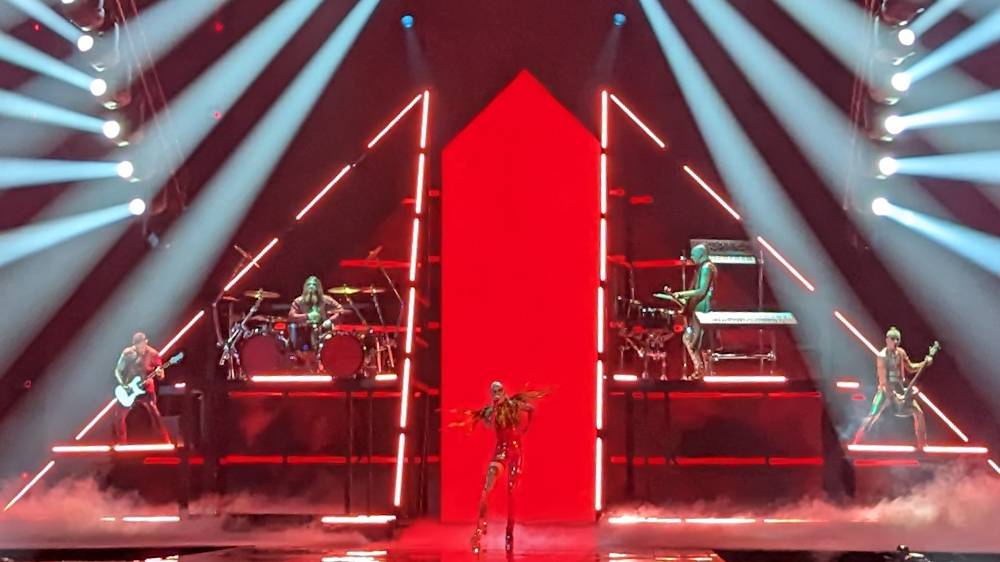
A döntőben